# تیلز، بلای جان گربه‌ها
تیلز، بلای جان گربه‌ها (مجاری: Frakk, a macskák réme) یک مجموعهٔ کارتونی مجارستانی است که شخصیت اول و قهرمان اصلی آن، سگی به نام «تیلز» (در نسخهٔ اصلی مجارستانی: «فراک») نام داشت. این مجموعه، بر پایهٔ قصه‌های کوتاهی اثر «آگنش بالینت» ساخته و مابین سال‌های ۱۹۷۱ تا ۱۹۸۵ میلادی در چهار فصل منتشر شد. این مجموعه شباهت‌هایی به ساوت پارک داشت با این تفاوت که مناسب کودکان و خانواده بود.
سگی به نام تیلز با زوجی بازنشسته به نام‌های عمو چارلز و خاله ایرما زندگی می‌کند که دو گربه سفید و سیاه هم دارند. به سبب یک رقابت قدیمی، این سه دائماً با هم درگیر می‌شوند که با برخوردهای سخت‌گیرانهٔ خاله ایرما (که طرفدار گربه‌هاست) و حمایت‌های عمو چارلز (که طرفدار سگ است)، درگیری‌ها و تنش‌ها تشدید هم می‌شود.
این کارتون در دههٔ ۶۰ خورشیدی از تلویزیون ایران نیز پخش شد. 

## صداپیشگان

### نقش‌های اصلی
- فراک (در دوبلهٔ فارسی: تیلز): دیولا سابو
- لوکرتسیا، گربه سیاه: ایوا شوبرت
- سِـرینکه، گربهٔ سفید: هیدی وارادی
- عمو چارلز: یانوش رایز (در ۲ فصل اول) / شاندور شوکا
- خاله ایرما: ارژی پارتوش
- لایچی: پیتر گِـستی (۳ فصل) / گابور پالوک (۲ فصل)
- میتسیکه: گابی ماگدا
- پیرزن: مارکو باکو و ایلوش وای

### نقش‌های فرعی
- همکلاس عمو چارلز: لاسلو بانهیدی
- اگبرت: ایشتوان ساتماری
- پسربچه‌ها: آندراش کرن، لاسلو تاهی توت
- فلوری: اِدینا شولای
- دوری: آنیتا آبل
- روباه: کورنیل پوستاسری
- خبرنگار: ایشتوان پاتو